# Ad Reinhardt
Adolph Dietrich Friedrich Reinhardt, noto come Ad Reinhardt (Buffalo, 24 dicembre 1913 – New York, 30 agosto 1967), è stato un pittore statunitense, tra i maggiori esponenti dell'Espressionismo astratto e del Minimalismo.

## Biografia
Visse a Buffalo con la famiglia di immigrati ebrei russi e tedeschi, che presto si trasferì a New York.
Dal 1931 al 1935 studiò Letteratura e Storia dell'arte alla Columbia University sotto l'ala del noto storico dell'arte Meyer Schapiro, che lo introdusse all'attività politica di sinistra che manterrà anche in futuro. Iniziò a dipingere, ottenendo presto numerosi premi. Frequentò anche corsi di pittura al Columbia's Teachers College, e dopo aver ottenuto il diploma iniziò a studiare pittura sia alla National Academy of Design che all'American Artists School, dove conobbe gli artisti progressisti Francis Criss e Carl Holty, che lo influenzarono col Cubismo e il costruttivismo di stampo europeo.
Dopo gli studi, dal 1936 al 1940, ottiene un lavoro presso il Federal Art Project, sezione Arti visive della Works Progress Administration, la maggiore agenzia del New Deal. Qui conobbe gli artisti Willem de Kooning e Arshile Gorky.
Terminato il lavoro al Federal Art Project, divenne artista grafico, vignettista e reporter freelance, in particolare per il quotidiano PM dal 1942 al 1947.
Nel 1942 diventò membro del gruppo artistico American Abstract Artists, col quale si esibirà per un decennio nelle maggiori gallerie d'arte, tra cui la Peggy Guggenheim Gallery. Poco dopo iniziò una lunga collaborazione con la gallerista Betty Parsons, che gli dedicò frequenti mostre personali già dal 1946.
Si dedicò anche alla scrittura, in particolar modo riguardo al lavoro di molti suoi colleghi. La sua scrittura sobria e precisa, così come le sue opere pittoriche, non mancarono comunque di generare controversie, anche dopo decenni.
Da sempre interessato alla scrittura e all'arte orientale, dalla fine degli anni cinquanta agli inizi degli anni sessanta, intraprese numerosi viaggi nel continente asiatico in Paesi come Giappone, India, Persia, Egitto, Turchia, Siria, e Giordania.
Dopo avere completato ulteriori studi al New York University Institute of Fine Arts, e una volta congedato dal servizio militare, divenne insegnante d'arte al Brooklyn College nel 1947, dove insegnò fino al 1967, anno della sua morte, avvenuta nel suo studio di New York a causa di un violento infarto. Insegnò anche al California School of Fine Arts di San Francisco, alla University of Wyoming, alla Yale University e all'Hunter College di New York.
L'artista fece anche parte del gruppo di protesta contro il Metropolitan Museum of Art del 1950 noto come "Gli irascibili".
Morì d'infarto a 53 anni.
Le sue opere sono conservate alla Pace Gallery di New York.

## Stile
Fin dalle prime opere, Reinhardt mostrò uno spiccato interesse per l'astrazione geometrica via via più distante da ogni riferimento alla realtà. Col passare del tempo, il suo stile divenne sempre più minimale, e sempre più scevro di tutto ciò che lui considerava estraneo all'arte. Nonostante venisse solitamente incluso tra gli esponenti dell'Espressionismo astratto, egli prese le distanze da essi, e divenne tra i più influenti artisti della successiva corrente del Minimalismo.
Il suo lavoro era sempre più caratterizzato dalla ricerca di un'assoluta forma di astrattismo. Considerava l'Espressionismo astratto una corrente troppo segnata dal biomorfismo, dall'abbondanza di allusioni emozionali e dal culto dell'ego. In contrasto, egli andava cercando un'arte astratta che non contenesse richiami narrativi né emotivi e senza il minimo riferimento alla realtà.
Fu profondamente influenzato dall'arte e dalle teorie del pittore russo Kazimir Severinovič Malevič, fondatore del Suprematismo, il cui dipinto Quadrato nero del 1915 lo ispirò ad utilizzare campiture di colore coprente disposte in pattern geometrici come quadrati e rettangoli. Questi esperimenti portarono alla creazione di tre serie di pitture monocromatiche, le Red Paintings, le Blue Paintings e, soprattutto, le Black Paintings, quadri apparentemente tutti neri, ma in realtà composti da lievissime sfumature intorno al nero.
Per creare gli effetti desiderati, Reinhardt sviluppò una sofisticata tecnica. Travasava, infatti, l'olio dai pigmenti che sceglieva, per ricreare una finitura satinata molto delicata. In questo modo, le sue superfici, ora opache, riuscivano ad assorbire maggiormente la luce. Tale tecnica, tuttavia, si rivelò particolarmente problematica e responsabile di diversi problemi di conservazione dei dipinti. Le loro superfici, infatti, sono così fini e la tecnica utilizzata così sofisticata, che la loro conservazione e gli eventuali restauri sono compiti particolarmente difficili e onerosi.

## Esposizioni (selezione)
- 1943: Columbia University, New York
- 1944: Artists' Gallery, New York
- 1946-1965: Betty Parsons Gallery, New York
- 1964: Institute of Contemporary Arts, Londra
- 1966: Jewish Museum, New York
- 1970: Marlborough Gallery, New York
- 1972: Traveling Exhibition, Kunsthalle, Düsseldorf, Stedelijk Van Abbemuseum, Eindhoven
- 1974: Galleria Morone, Milano
- 1974: Marlborough Gallery, Roma
- 1976: The Pace Gallery, New York
- 1977: Staatliche Kunsthalle, Baden-Baden
- 1980: The Solomon R. Guggenheim Museum, New York
- 1981: The Pace Gallery, New York
- 1984: The Corcoran Gallery of Art, Washington
- 1985: Staatsgalerie, Stoccarda
- 1985: Galleria d'arte L'Isola, Roma
- 1991: The Museum of Modern Art, New York
- 1994: Wildenstein, Tokyo
- 1999: Marlborough Gallery, New York
- 2003-2004: Barbara Mathes Gallery, New York
- 2006: Aurel Scheibler, Berlino
- 2010: ScheiblerMitte, Berlino
- 2011: Institute of Contemporary Arts, Londra